# (2180) Marjaleena
(2180) Marjaleena es un asteroide perteneciente al cinturón de asteroides descubierto el 8 de septiembre de 1940 por Heikki A. Alikoski desde el observatorio de Iso-Heikkilä en Turku, Finlandia.
Está nombrado en honor de Marjaleena Johnsson, hija del descubridor.